# Petrus Musandinus
Petrus Musandinus war ein Arzt und Autor aus der Schule von Salerno, der in der Mitte des 12. Jahrhunderts wirkte.

## Wirken
Petrus verfasste die diätetische Schrift Summula de cibis et potibus febricitantium, in der er sich mit der therapeutischen Bedeutung von Speise und Trank beschäftigte. Als Grundlage diente die hippokratische Schrift De diaeta morborum acutorum. Arnald von Villanova veröffentlichte eine Bearbeitung unter dem Titel De modo praeparandi cibos et potus infirmorum, in der Petrus eingangs erwähnt wird. Daraus entstand die irrtümliche Annahme, Arnald sei ein Schüler von Petrus gewesen, was schon alleine zeitlich kaum möglich ist.
Ein tatsächlicher Schüler von Petrus war Gilles de Corbeil.

## Editionen
Salvatore De Renzi hat in seiner Collectio Salernitana zwei Handschriften gedruckt.
- Handschrift Breslau: Band II, S. 407–410 (Digitalisat)
- Handschrift Paris: Band V, S. 254–268 (Digitalisat)